# Marie-Louise Mannervall
Margareta Marie-Louise Mannervall, född 23 december 1910 i Stockholm, död där 30 april 1999, var en  svensk skådespelare.

## Filmografi (urval)
- 1944 – Stopp! Tänk på något annat
- 1963 – Adam och Eva
- 1970 – Ett dockhem
- 1974 – Thriller – en grym film
- 1982 – Avgörandet
- 1984 – Sömnen
- 1986 – Mellan två världar

## Teater

### Roller (ej komplett)
| År   | Roll        | Produktion                | Regi            | Teater      |
| ---- | ----------- | ------------------------- | --------------- | ----------- |
| 1937 | Hembiträdet | Vår egen tid Leck Fischer | Martha Lundholm | Vasateatern |